# Abdullahi Ibrahim
Abdullahi Ibrahim (14 gennaio 1939 – 24 gennaio 2021) è stato un politico e avvocato nigeriano.

## Biografia
Fu Ministro dei Trasporti e dell'Aviazione nel biennio 1984-85, e Ministro della Giustizia dal 1997 al 1999.
Ibrahim è morto nel gennaio del 2021, per complicazioni da Covid-19.